# Karl Joseph Schulte
Karl Joseph Schulte (Valbert, 14 settembre 1871 – Colonia, 11 marzo 1941) è stato un cardinale e arcivescovo cattolico tedesco.

## Biografia
Figlio di Oswald Schulte e di Antonetta Schlünder, fu cresimato il 24 luglio 1887. In seguito studiò presso il Seminario di Essen e successivamente presso l'Università di Tubinga, dove completò gli studi e si laureò in teologia il 5 marzo 1903.
Papa Benedetto XV lo elevò al rango di cardinale nel concistoro del 7 marzo 1921.

## Genealogia episcopale e successione apostolica
La genealogia episcopale è:
- Cardinale Scipione Rebiba
- Cardinale Giulio Antonio Santori
- Cardinale Girolamo Bernerio, O.P.
- Arcivescovo Galeazzo Sanvitale
- Cardinale Ludovico Ludovisi
- Cardinale Luigi Caetani
- Cardinale Ulderico Carpegna
- Cardinale Paluzzo Paluzzi Altieri degli Albertoni
- Papa Benedetto XIII
- Papa Benedetto XIV
- Papa Clemente XIII
- Cardinale Giovanni Carlo Boschi
- Cardinale Bartolomeo Pacca
- Cardinale Francesco Serra Cassano
- Arcivescovo Joseph Maria Johann Nepomuk von Fraunberg
- Cardinale Johannes von Geissel
- Vescovo Eduard Jakob Wedekin
- Cardinale Paul Ludolf Melchers, S.I.
- Cardinale Philipp Krementz
- Cardinale Anton Hubert Fischer
- Cardinale Karl Joseph Schulte

La successione apostolica è:
- Vescovo Heinrich Hähling von Lanzenauer (1912)
- Arcivescovo Kaspar Klein (1920)
- Arcivescovo Franz Rudolf Bornewasser (1921)
- Vescovo Hermann Joseph Sträter (1922)
- Vescovo Josef Stoffels (1922)
- Vescovo Josef Hammels (1924)
- Vescovo Joseph Vogt (1931)
- Vescovo Wilhelm Stockums (1932)
- Cardinale Clemens August von Galen (1933)
- Vescovo Joseph Lörks, S.V.D. (1933)